# Randall Leal
Randall Enrique Leal Arley (* 14. Januar 1997 in San José) ist ein costa-ricanischer Fußballspieler der aktuell bei D.C. United in der nordamerikanischen Major League Soccer unter Vertrag steht und für die costa-ricanische Nationalmannschaft aufläuft. Er spielt im linken offensiven Mittelfeld oder als linker Außenstürmer.

## Karriere

### Vereine
Leal begann seine Profilaufbahn beim Belén FC in der ersten costa-ricanischen Liga. Sein Profidebüt gab er am 27. Oktober 2013 im Alter von 16 Jahren gegen die AD Carmelita. Mit 18 Jahren wechselte er zum KV Mechelen in die belgische Division 1A. Am 25. Juli 2015 kam er beim Auswärtsspiel beim KV Oostende zu seinem Debüt in Europa. Insgesamt kam er im ersten Jahr dort zu elf Pflichtspieleinsätzen. In der Folge konnte er sich in Belgien allerdings nicht durchsetzen und wechselte 2018 zurück nach Costa Rica zum Rekordmeister CD Saprissa. Bei Saprissa war er fester Bestandteil der Startelf und konnte mit der CONCACAF League 2019 seinen ersten Vereinstitel gewinnen. Im September 2019 wurde sein Wechsel in die Major League Soccer zum Nashville SC bekannt, wo er zunächst regelmäßig in der Startelf stand. Wegen verschiedener Verletzungen verpasste er 2024 einen Großteil der Spiele mit Verein und Nationalmannschaft. Im Januar 2025 wechselte er innerhalb der MLS zu D.C. United.

### Nationalmannschaft
Am 19. Februar 2017 spielte Leal erstmals für die U-20 Nationalmannschaft seines Heimatlandes. Im Mai desselben Jahres nahm er an der U-20-WM in Südkorea teil. Im Achtelfinale scheiterten die Costa-Ricaner am späteren Weltmeister England, Leal schoss bei der 1:2-Niederlage ein Tor. Im darauffolgenden Jahr am 7. September kam Leal zu seinem Debüt für die costa-ricanische A-Nationalmannschaft, als er beim Freundschaftsspiel gegen Südkorea in der zweiten Halbzeit eingewechselt wurde. 2019 nahm Leal am CONCACAF Gold Cup teil, wo die Mannschaft das Viertelfinale gegen Mexiko erreichte, allerdings nach einem verschossenen Elfmeter von Leal ausschied. Im März 2021 kam er auch beim Qualifikationsturnier für die Olympischen Sommerspiele in Tokio zum Einsatz.

## Titel und Auszeichnungen
- CONCACAF League: 2019

## Soziales Engagement
Leal, der selber aus einfachen Verhältnissen kommt, verschenkt regelmäßig zu Weihnachten Lebensmittel an bedürftige Familien in seiner Heimat.